# Tempio di Marco Aurelio
Il tempio di Marco Aurelio (in latino Templum Divi Marci), probabilmente anche intitolato a Faustina minore, era un tempio ubicato in Campo Marzio a Roma, nei pressi dell'attuale Piazza Colonna e della Colonna di Marco Aurelio.

## Storia
Il tempio, dedicato da Commodo al padre Marco Aurelio, è noto dalle fonti letterarie, che lo collocano vicino a quello dedicato ad Adriano nell'odierna Piazza di Pietra.
Secondo François Chausson e Filippo Coarelli, la corretta integrazione dell'iscrizione CIL VI, 1585 (p 4715) con la dedica a Faustina consentirebbe di precisare la data d'inizio edificazione del tempio, avvenuta in un periodo compreso tra la fine del 175, anno della morte dell'Augusta Faustina minore, ed il 180, anno della morte di Marco.

## Topografia
Secondo i Cataloghi regionari il tempio si trovava nella Regio IX Circus Flaminius, ed era posto in relazione con la colonna dedicata a Marco Aurelio, in un'area fortemente monumentalizzata da Adriano (vedi Pantheon) ed adibita ai funerali imperiali. Qui, infatti, furono eretti il tempio di Matidia, e dopo la sua morte, quello dedicato ad Adriano. Vennero inoltre innalzate due colonne onorarie, dedicate rispettivamente ad Antonino Pio e a Marco Aurelio, la seconda delle quali traeva ispirazione dalla Colonna Traiana.
Il tempio di Marco Aurelio era probabilmente collocato di fronte alla colonna a lui intitolata, non molto distante dall'ustrino dove l'imperatore fu cremato nel 180, come sembrano celebrare anche alcune monete del periodo.
| Planimetria del Campo Marzio centrale |
| --- |
| Terme di Nerone Stadio di Domiziano Pantheon Basilica di Nettuno Terme di Agrippa Stagnum ? Odeon di Domiziano Insulae d'epoca adrianea Magazzini ? Magazzini ? Magazzini ? Saepta Iulia Diribitorium Porticus Divorum Aqua Virgo Arco di Claudio Porticus Vipsania Caserma della I coorte dei Vigiles Iseum Tempio di Minerva Calcidica Ara di Marte Via Flaminia Via Flaminia Tempio di Adriano Tempio di Matidia Teatro di Pompeo Templi di Largo Argentina Portico di Minucio Colonna di Marco Aurelio T. di M.Aurelio e Faustina (?) Arco di M.Aurelio (?) Colonna di Antonino Pio Ustrino di Faustina maggiore Ustrino di Faustina minore Via Recta Portico e tempio del Bonus Eventus Portico di Pompeo Arcus Novus Portico di Meleagro Portico degli Argonauti Piazza della Rotonda Villa Publica |

## Descrizione
Secondo alcuni autori proprio l'edificio incorporato nel Palazzo della Borsa, tradizionalmente ritenuto il tempio dedicato ad Adriano, sarebbe da identificare con il tempio del divo Marco Aurelio.
Nel corso di alcuni scavi effettuati nel 1960 in Piazza Montecitorio, alle spalle della colonna, furono ritrovati resti, fra cui coppi marmorei e due frammenti di soffitto a cassettoni (lacunar) in marmo di Carrara, attribuiti dagli scopritori a questo tempio, ma l'identificazione rimane tuttora incerta.